# Terrorismo de direita
O terrorismo de direita ou terrorismo de extrema-direita é um terrorismo motivado por uma variedade de ideologias e crenças de extrema-direita, incluindo nazismo, neofascismo, neonazismo, anticomunismo, ecofascismo, etnonacionalismo, nacionalismo religioso, racismo, xenofobia, oposição à imigração e, ocasionalmente, é motivado pela oposição ao aborto, resistência fiscal e homofobia. Este tipo de terrorismo tem sido esporádico, com quase nenhuma cooperação internacional. Os atos terroristas são geralmente mal coordenados, e poucas organizações identificáveis têm sido envolvidas. O terrorismo de direita moderno surgiu primeiramente na Europa Ocidental na década de 1970 e na Europa Oriental após a dissolução da União Soviética.
Usualmente, terroristas de direita pretendem derrubar governos e substituí-los por governos nacionalistas ou fascistas. No entanto, estes indivíduos geralmente não possuem uma ideologia rígida, que por muitas vezes se adapta às características políticas locais. O cerne deste movimento inclui skinheads neo-fascistas, hooligans da extrema-direita, jovens simpatizantes e guias intelectuais que acreditam que suas sociedades deveriam expurgar elementos estrangeiros, a fim de proteger os cidadãos de bem, a quem estes grupos consideram como "legítimos".
Nos últimos anos, o terrorismo de extrema-direita no Ocidente aumentou em conjunto com a crescente agitação política, polarização e aumento da popularidade de novos movimentos políticos e políticas populistas. Segundo relatório de 2020 da Europol, o terrorismo político de extrema-direita havia aumentado 250% nos últimos cinco anos - sendo que entre 2002 e 2019, o Ocidente contabilizou 332 ataques terroristas de extrema-direita, que resultaram em 286 mortes — 49 desses ataques tendo ocorrido apenas em 2019.
Ainda, de acordo com dados compilados pelo relatório Global Index for Terrorism 2020, 82% das mortes por terrorismo no Ocidente foram perpetrados por grupos ou pessoas desta tendência ideológica. O relatório do Instituto para Economia e Paz - onde são analisados os impactos do terrorismo em 163 países que representam 99,7% da população mundial - registra que, com o declínio do Estado Islâmico, o terrorismo religioso vem perdendo protagonismo, revelando o extremismo de direita como a nova ameaça à segurança do Ocidente.

## Por país

### Alemanha
Vítimas do extremismo de direita são contabilizadas na Alemanha desde a Reunificação do país, em 1990. Desde então, foram 94 mortos registrados. No entanto, analistas afirmam que muitos casos são registrados de forma errada pelas autoridades e que o número real de vítimas é bem maior, devendo chegar a, no mínimo, 198 mortos.
Em 26 de Setembro de 1980, o Atentado na Oktoberfest em Munique, causou a morte não apenas do terrorista, como também de outras 14 pessoas, além de ferir outras 215 vítimas. A primeira vítima notória do terror de extrema-direita após a reunificação alemã foi o angolano Amadeu Antonio Kiowa, que foi brutalmente espancado e assassinado por grupos neonazistas em Eberswalde, Alemanha, em 6 de dezembro de 1990. Além de vários assaltos a bancos, o grupo extremista Nationalsozialistischer Untergrund foi o responsável pelos assassinatos em série no Bósforo (2000-2006), pelo atentado em Colônia em 2004 e pelo assassinato da policial Michéle Kiesewetter em 2007. Em novembro de 2011, dois membros do Nationalsozialistischer Untergrund cometeram suicídio para evitar a prisão depois de um assalto a banco, e um terceiro membro foi preso alguns dias depois e sentenciado à prisão perpétua.
Em 9 de Outubro de 2019, durante o Yom Kippur (um dos feriados mais importantes para os judeus), terroristas da extrema-direita alemã abriram fogo contra os frequentadores de uma sinagoga em Halle, cidade localizada a cerca de 170 quilômetros da capital Berlim. A ação do terrorista resultou em duas mortes, e foi transmitida ao vivo na Internet pelo próprio criminoso, que inclusive publicou um manifesto político confirmando a motivação antissemita, xenófoba e racista na escolha de seus alvos. De acordo com investigadores, o atirador, identificado como Stephan Balliet, queria promover um massacre na sinagoga para servir de exemplo a extremistas de direita e antissemitas em geral. O terrorista lançou um explosivo por cima do muro de um cemitério judaico e tentou entrar em uma sinagoga repleta de pessoas nas proximidades, mas não conseguiu passar pela porta, que estava trancada. Sem conseguir entrar, começou a disparar contra pedestres matando uma mulher que passava pelo local e atirando contra os clientes de uma lanchonete turca, a duas quadras da sinagoga, alvejando mortalmente um homem. Este ataque ocorreu poucos meses depois do assassinato de Walter Lübcke, um político pró-migrantes do partido conservador da chanceler Angela Merkel (UDC), cujo principal suspeito do assassinato é um membro do movimento neonazista.
Em dezembro de 2022, autoridades Alemãs prenderam 25 extremistas de direita acusados de organizar um golpe contra o governo. Entre os presos, há um "príncipe", um militar da ativa e uma ex-deputada de ultradireita que também atua como juíza. Vários reservistas estão sendo investigados. O inquérito policial descobriu que o grupo de extrema-direita autodenominado "Reichsbürger" ("Cidadãos do Império Alemão", em tradução literal), tentava recrutar membros das Forças Armadas e policiais do país, e planejava uma invasão violenta do Parlamento alemão. Os extremistas não reconheciam a legitimidade da República Alemã moderna, e após fechar o Bundestag, pretendiam restaurar o sistema monárquico, empossando Heinrich XIII Príncipe Reuss como chefe de Estado.

### Brasil
O Brasil vivenciou entre as décadas de 1960 e início da década de 1980 uma série de eventos que poderiam ser classificados como atentados terroristas da extrema-direita ou pelo menos sua tentativa. Os casos mais famosos são o Caso Para-Sar e Atentado do Riocentro que ocorreram durante a ditadura militar brasileira entre 1964-1985. Houve também uma série de atentados à bomba de menor alcance realizadas pelo Grupo Secreto e pela Aliança Anticomunista Brasileira neste período, sendo o atentado no qual veio a falecer Lyda Monteiro da Silva na OAB-RJ o mais conhecido destes.
Em 26 de Setembro de 2022, um adolescente de 14 anos abriu fogo contra estudantes da Escola Eurides Sant’anna, em Barreiras. Antes do ataque terrorista ele anunciou seu plano em uma rede social, que também utilizava para atacar gays, lésbicas, nordestinos e, ainda, exaltar ideais nacionalistas e de extrema-direita. O atirador é filho de um policial reformado da Polícia Militar do Distrito Federal (PMDF), e usou a arma do próprio pai, um revólver calibre .38 para cometer o atentado. O criminoso ameaçou a porteira da escola para conseguir acesso ao interior do prédio onde passou a efetuar disparos, afugentando os estudantes. Entretanto, a jovem cadeirante Geane da Silva Brito, de 20 anos, não foi capaz de fugir e foi morta com golpes de facão. Depois disso o criminoso foi baleado três vezes por espectadores, e socorrido assim que a polícia chegou ao local.
No dia  25 de novembro de 2022, um jovem de 16 anos invadiu duas escolas de Aracruz/ES e efetuou disparos contra alunos, professores e funcionários que frequentavam o local. Quatro vítimas morreram e ao menos onze ficaram feridos. O terrorista era menor de idade, possuía um símbolo nazista nas roupas camufladas que utilizou durante o ataque. Aos policiais, ele confessou ser o autor do crime, afirmando que o planejava havia 2 anos. Era ex-aluno da Escola Estadual Primo Britti, e utilizou duas armas do pai, que é policial militar, além de seu carro. O pai do terrorista compartilhou em uma rede social a imagem do livro Mein Kampf, escrito por Adolf Hitler, no qual descreve ideais antissemitas. Após o crime, a publicação foi apagada.
Em 24 de dezembro de 2022, a Polícia Militar do Distrito Federal desativou um explosivo colocado em um caminhão de querosene, nas proximidades do Aeroporto Internacional de Brasília. No mesmo dia a Polícia Civil prendeu o empresário bolsonarista George Washington de Oliveira Sousa, 54 anos. O suspeito confessou que pretendia distribuir armas e munições para os apoiadores do presidente Jair Bolsonaro acampados em frente ao Quartel-General do Exército, bem como que tinha a intenção de cometer um atentado a bomba no aeroporto com o objetivo de chamar atenção para os movimentos a favor de Jair Bolsonaro. A polícia também apreendeu diversos armamentos, incluindo duas espingardas, um fuzil, dois revólveres, três pistolas, centenas de munições e outras cinco emulsões explosivas.

#### Ataques às sedes dos Três Poderes do Brasil em 2023
Os ataques de 8 de janeiro de 2023 ou atos golpistas de 8 de janeiro de 2023, também chamados de Intentona Bolsonarista ou simplesmente de 8 de janeiro, foram uma série de vandalismos, invasões e depredações do patrimônio público em Brasília cometidos por uma multidão de bolsonaristas extremistas que invadiu edifícios do governo federal com o objetivo de instigar um golpe militar contra o governo eleito de Luiz Inácio Lula da Silva para restabelecer Jair Bolsonaro como presidente do Brasil.
Por volta das 13 horas, no horário de Brasília, cerca de 4 mil bolsonaristas radicais saíram do Quartel-General do Exército e marcharam em direção à Praça dos Três Poderes, entrando em conflito com a Polícia Militar do Distrito Federal (PMDF) na Esplanada dos Ministérios. Antes das 15 horas, a multidão rompeu a barreira de segurança estabelecida por forças da ordem e ocupou a rampa e a laje de cobertura do Palácio do Congresso Nacional, enquanto parte do grupo conseguiu invadir e vandalizar o Congresso, o Palácio do Planalto e o Palácio do Supremo Tribunal Federal. Lula e Bolsonaro não estavam em Brasília no momento das invasões. O Supremo Tribunal Federal (STF) considerou que os acontecimentos foram atos de terrorismo.
Cerca de 400 pessoas foram detidas no dia das invasões e outras 1,2 mil foram detidas no acampamento de manifestantes em frente ao QG do Exército no dia seguinte às depredações. Até março de 2023, 2 182 pessoas haviam sido presas por participarem ou terem envolvimento nos ataques. Logo após os eventos, o governador Ibaneis Rocha exonerou o secretário de segurança pública do Distrito Federal e ex-ministro da Justiça do governo Bolsonaro, Anderson Torres, que estava em Orlando, nos Estados Unidos, no dia das invasões. Após os ataques, o presidente Lula assinou um decreto autorizando uma intervenção federal no Distrito Federal, que durou até o dia 31 de janeiro. Posteriormente, o ministro do STF, Alexandre de Moraes, determinou o afastamento de Ibaneis pelo prazo inicial de 90 dias, decisão revogada em 15 de março.

### Canadá
O atentado à mesquita de Quebec foi um ataque terrorista ocorrido em 29 de janeiro de 2017, contra o "Centro Cultural Islâmico", uma mesquita localizada em Sainte-Foy, na cidade de Quebec, no Canadá. Seis pessoas foram mortas e outras dezenove ficaram feridas. O ataque foi perpetrado às 20h00 por um atirador solitário. Havia pelo menos 53 pessoas presentes na mesquita na hora do atentado. O suspeito de ser responsável pelo ataque foi identificado como Alexandre Bissonnette, que se entregou às autoridades logo após praticar os crimes.

### Colômbia
Os grupos paramilitares colombianos são conhecidos por serem os responsáveis pela maior parte das violações de direitos humanos na segunda metade do conflito armado colombiano em curso.
Os primeiros grupos terroristas paramilitares foram organizados por conselheiros militares dos Estados Unidos que foram enviados durante a Guerra Fria para a Colômbia para combater a propagação de políticos, ativistas e guerrilheiros esquerdistas. De acordo com várias organizações de direitos humanos internacionais e governamentais, grupos paramilitares de direita têm sido responsáveis por pelo menos 70 a 80% dos assassinatos políticos na Colômbia por ano.
Estes grupos são conhecidos por serem financiados e protegidos por latifundiários da elite, traficantes de drogas, membros das forças de segurança, políticos de direita e corporações multinacionais.
A violência e o terrorismo paramilitar atualmente são principalmente voltados para os camponeses, sindicalistas, indígenas, ativistas de direitos humanos, professores e ativistas políticos de esquerda ou de seus apoiadores.

### Estados Unidos

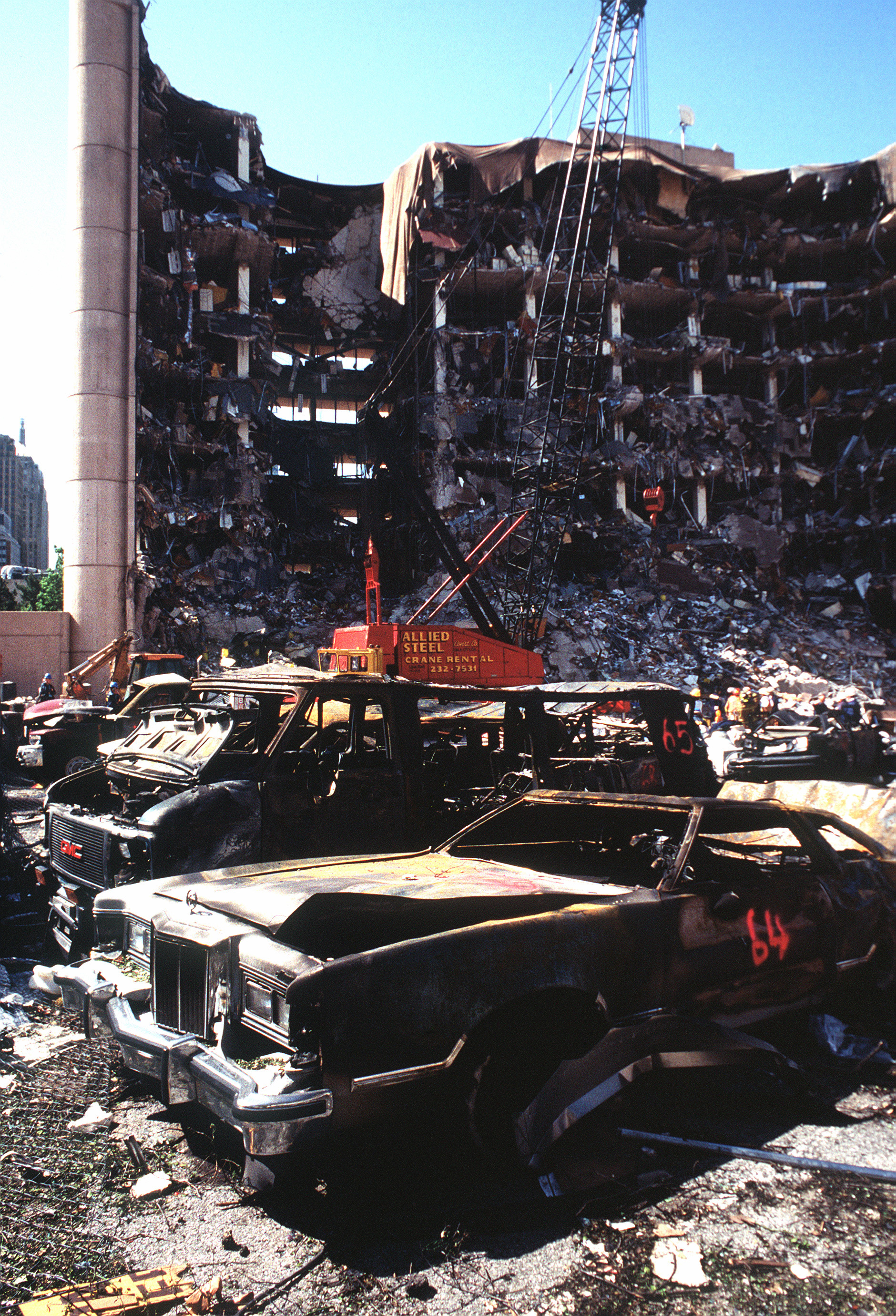
Atentado de Oklahoma City, em 1995

Durante a década de 1980, mais de 75 extremistas de direita foram processados nos Estados Unidos por atos de terrorismo, embora fossem efetuados apenas seis ataques durante a década. Em 1983, Gordon Kahl, um ativista da Posse Comitatus, matou dois comissários federais e mais tarde foi morto pela polícia. Também nesse ano, o grupo revolucionário nacionalista branco The Order (também conhecido como Brüder Schweigen ou Silent Brotherhood) roubou vários bancos e carros blindados, bem como um sex shop; bombardeou um teatro e uma sinagoga, e assassinou o apresentador de programa de rádio, Alan Berg.
Em 19 de abril de 1995, um ataque ao prédio federal de Murrah em Oklahoma pelo extremista de direita Timothy McVeigh, que matou 168 pessoas, se tornaria o pior ataque terrorista doméstico da história estadunidense. Foi relatado que ele tinha ligações com a milícia Michigan. Eric Rudolph executou uma série de ataques terroristas entre 1996 e 1998. Realizou o atentado ao Centennial Olympic Park em 1996 — que custou duas vidas e feriu 111 — com a finalidade de a cancelar os Jogos Olímpicos de Verão de 1996, alegando que eles promoviam o socialismo mundial. Rudolph confessou a explosão em uma clínica de aborto em Sandy Springs, um subúrbio de Atlanta, em 16 de janeiro de 1997; do Otherside Lounge, um bar lésbico de Atlanta, em 21 de fevereiro de 1997, ferindo cinco; e uma clínica de aborto em Birmingham, Alabama, em 29 de janeiro de 1998, matando um policial e um guarda de segurança da clínica, Robert Sanderson, e ferindo a enfermeira Emily Lyons.
De acordo com dados compilados pela New America Foundation, desde os atentados de 11 de setembro de 2001, extremistas de direita cometeram pelo menos oito ataques terroristas letais nos Estados Unidos, resultando na morte de nove pessoas. De acordo com o Federal Bureau of Investigation, entre 1 de janeiro de 2007 e 31 de outubro de 2009, supremacistas brancos estiveram envolvidos em 53 atos de violência, dos quais 40 foram agressões dirigidas principalmente aos afro-americanos, dos quais sete foram assassinatos e o restante foram ameaças, incêndio criminoso e intimidação. Para alguns analistas, o terrorismo de direita representa uma maior ameaça aos Estados Unidos do que o terrorismo islâmico, por exemplo.

### França
Os neonazistas do Partido Nacionalista Francês e Europeu foram responsáveis por uma série de atentados terroristas antimuçulmanos em 1988. Os albergues Sonacotra em Cagnes-sur-Mer e Cannes foram bombardeados, matando o imigrante romeno George Iordachescu e ferindo 16 pessoas, em sua maioria tunisianos.
Em uma tentativa de enquadrar extremistas judeus pelo atentado em Cagnes-sur-Mer, os terroristas deixaram folhetos ostentando estrelas de Davi e o nome "Masada" no local do crime, com a mensagem "Para destruir Israel, o Islã tem escolhido a espada. Por esta escolha, o Islã perecerá".

### Itália

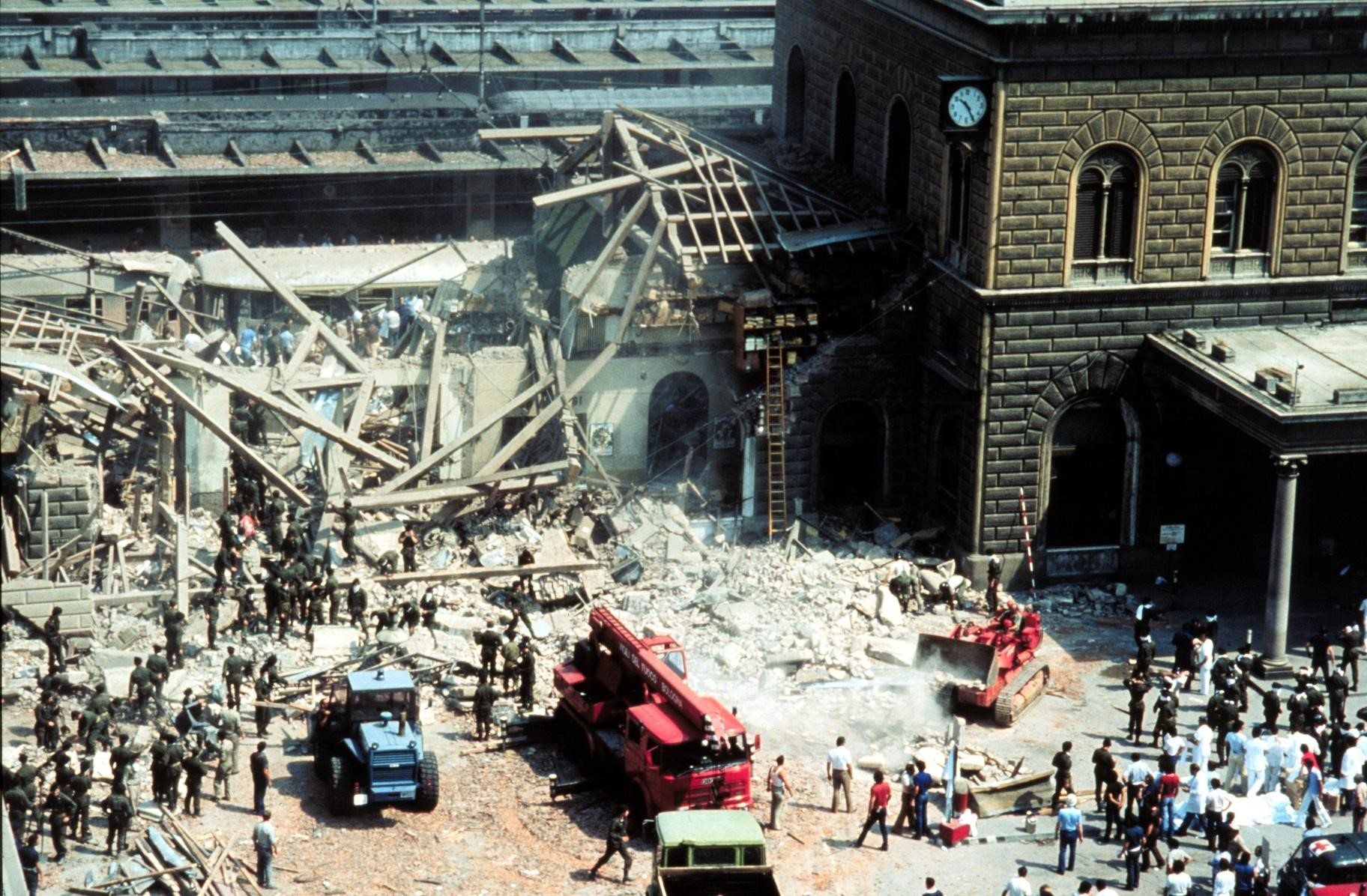
O Massacre de Bolonha, perpetrado pelo grupo neofascista Nuclei Armati Rivoluzionari, foi o pior atentado terrorista da história da Itália

Em agosto de 1980, no atentado de Bolonha, um grupo de terroristas de direita explodiu uma bomba em uma estação de trem em Bolonha, Itália, matando 84 pessoas e ferindo mais de 180. De acordo com a polícia italiana, os perpetradores foram Valerio Fioravanti e Francesca Mambro, dois membros da organização neofascista Nuclei Armati Rivoluzionari. Ambos os acusados negaram qualquer conexão com os ataques.
Em dezembro de 2011, ativistas da CasaPound de extrema-direita participaram de um tiroteio direcionado aos comerciantes senegaleses em Florença, matando dois e ferindo três.

### Noruega

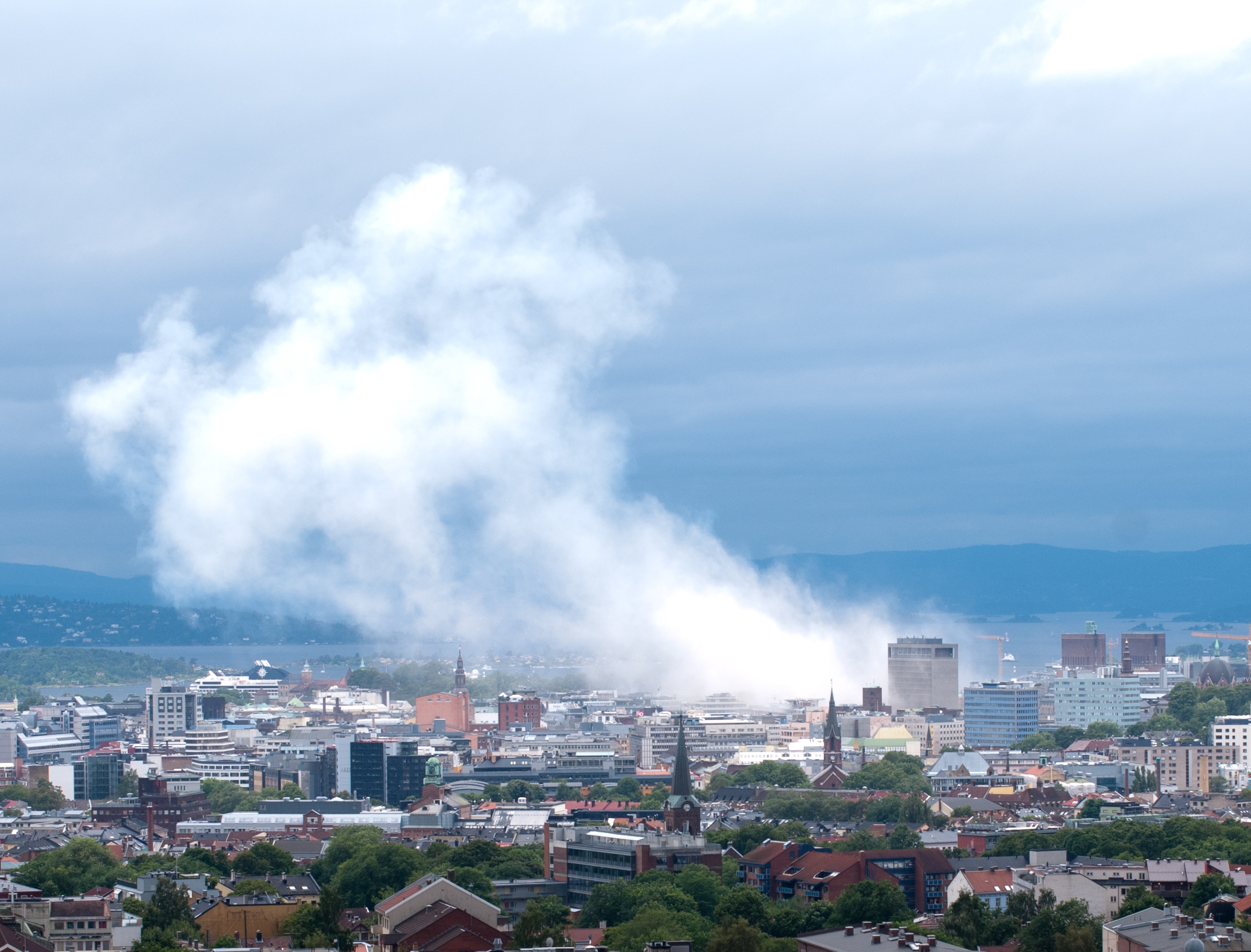
Atentados de 22 de julho de 2011 na Noruega

Em 22 de julho de 2011, um extremista de direita simpatizante do nazismo e fascismo chamado Anders Behring Breivik, realizou os maiores ataques terroristas na Noruega e o maior assassinato em massa de noruegueses em tempos de paz. Primeiramente, Breivik usou um carro-bomba próximo aos prédios governamentais de Oslo, matando 8 pessoas e ferindo mais de 30. Em seguida, ele usou um uniforme policial e armas adquiridas legalmente para se infiltrar na ilha Utøya e passou a disparar contra as pessoas que frequentam um acampamento de crianças e jovens lideranças de partidos políticos de Esquerda, como a Liga da Juventude Trabalhista (AUF), a organização juvenil do Partido Trabalhista Norueguês, matando 68 pessoas e ferindo mais de 60.

### Reino Unido
Em abril de 1999, David Copeland, um membro de movimentos neonazistas britânicos, plantou uma série de bombas caseiras em locais públicos ao longo de 13 dias. Seus ataques resultaram em três mortos e mais de 100 feridos, e visavam as comunidades negras de Londres, em especial imigrantes de Bangladesh e homossexuais. Copeland fora filiado ao Partido Nacional Britânico, e disse à polícia que seu objetivo era causar uma guerra racial no país, para que tais eventos elevassem a relevância de seu partido na política nacional.
Em julho de 2007, Robert Cottage, um ex-candidato do Partido Nacional Britânico, foi condenado por ter em sua residência quantidades massivas de produtos químicos utilizados para produção de explosivos, além de balestras, flechas e até roupas de proteção nuclear. De acordo com Cottage, ele estocava esses suprimentos para sobreviver a uma guerra civil que considerava inevitável, diante da imigração "descontrolada" de estrangeiros para o Reino Unido. Em junho de 2008, Martyn Gilleard, um simpatizante nazista britânico, foi preso depois que a polícia encontrou bombas de pregos, balas, espadas, machados e facas em seu apartamento. Também em 2008, Nathan Worrell foi considerado culpado de posse de material para fins terroristas e assédio racial agravado. O tribunal ouviu que a polícia encontrou livros e manuais contendo receitas para fazer bombas e detonadores usando utensílios domésticos no apartamento de Worrell.
Em 2016, Jo Cox, uma membro do Parlamento (MP) do distrito eleitoral de Batley e Spen foi assassinada por Thomas Mair, que teve como motivação pontos de vista extremistas, enquanto mantinha conexões com várias organizações de extrema-direita no Reino Unido, EUA e África do Sul - como a National Vanguard e a English Defence League (EDL). O terrorista atirou contra a cabeça da parlamentar com um rifle de caça .22 de cano cerrado, e ainda apunhalou-a mais de 15 vezes. Após seu julgamento em 2016, Mair foi condenado à prisão perpétua por seus crimes.
Em 16 de dezembro de 2016, o secretário do Interior, Amber Rudd, designou o grupo neonazista de extrema direita conhecido como Ação Nacional (National Action) como uma organização terrorista, criminalizando a adesão ou o apoio à organização. Cerca de dois anos depois, em 2018, Jack Renshaw, um ex-porta-voz da Ação Nacional, admitiu em uma confissão de culpa ter comprado uma réplica de um gládio romano de 48 cm (muitas vezes referida na mídia como um facão) para assassinar Rosie Cooper, a Membro do Parlamento Britânico pelo círculo eleitoral de West Lancashire.
Em junho de 2017, Darren Osborne dirigiu uma van contra uma multidão que saía de uma mesquita em Finsbury Park, no norte de Londres, matando um e ferindo outros nove. Darren Osborne sentiu-se justificado em suas ações após ter se radicalizado através da leitura de publicações de extrema-direita da English Defence League e do partido Britain First.
Em março de 2018, Mark Rowley, o porta-voz da Divisão Contraterrorista da Polícia Britânica revelou que quatro planos terroristas de extrema-direita foram descobertos e frustrados desde o atentado em Westminster de 2017.

#### Irlanda do Norte
Ativistas britânicos de extrema-direita forneceram fundos e armas para grupos terroristas lealistas na Irlanda do Norte durante o The Troubles. Desde o fim do conflito, alguns membros de grupos lealistas vem orquestrando uma série de ataques racistas na Irlanda do Norte, incluindo ataques com bomba tubo e armas de fogo contra casas de imigrantes. Como resultado, a Irlanda do Norte tem a maior proporção de ataques racistas do que outras partes do Reino Unido, e vem sendo classificada como a "capital do ódio racial da Europa".

### Nova Zelândia
O atentado de Christchurch ocorrido em 15 de março de 2019, na Nova Zelândia, foi um atentado terrorista perpetrado por militantes de extrema-direita contra muçulmanos que frequentavam a mesquita Al Noor e o Centro Islâmico Linwood na cidade de Christchurch. Pelo menos 49 pessoas foram mortas nos tiroteios e mais de 20 ficaram feridas. A polícia encontrou dois carros-bomba, que as autoridades desarmaram. A polícia está mantendo três suspeitos sob prisão. O ataque foi descrito como um ataque terrorista pela primeira-ministra Jacinda Ardern e vários governos internacionalmente.

### Suécia
John Wolfgang Alexander Ausonius, conhecido na mídia como "Laserman" ("o Homem do Laser"), é um criminoso sueco extremista anti-imigração que atirou em onze pessoas na área de Estocolmo e Uppsala, entre agosto de 1991 a janeiro de 1992 - a maioria das quais eram imigrantes - matando uma e ferindo gravemente as outras. Ele primeiro usou um rifle equipado com uma mira a laser (daí seu apelido), e depois mudou para um revólver. Ausonius foi preso em junho de 1992 e condenado à prisão perpétua na Suécia, em janeiro de 1994 - e também recebeu outra condenação perpétua na Alemanha, em 2018, por ter assassinado uma sobrevivente do Holocausto.
Entre 2009-10, a população da cidade sueca de Malmö foi aterrorizada por um terrorista que utilizava-se de armas de fogo para atacar pessoas de pele escura, ou aquelas que não possuíam características físicas associadas com as características da maioria da população sueca. A polícia conseguiu identificar o assassino como um homem de 38 anos chamado Peter Mangs, que costumeiramente expressava fortes sentimentos anti-imigração e grande admiração pelo serial killer e extremista de direita, John Ausonius. Mangs acabou sendo condenado à prisão perpétua em 2012.
Em 2013, uma passeata antirracista no bairro de Karrtorp, Estocolmo, foi violentamente atacada por neonazistas atirando garrafas e fogos de artifícios contra os manifestantes. Naquela ocasião, duas pessoas foram esfaqueadas e 26 neonazistas foram detidos pela polícia. Os ataques dos extremistas de direita revoltaram a sociedade sueca, que tomou as ruas de Estocolmo aos milhares em resposta à violência política, no final de semana seguinte. Passeatas antirracismo menores foram realizadas em apoio em várias outras cidades suecas naquele mesmo final de semana.
Em 22 de outubro de 2015, o terrorista Anton Lundin Pettersson, de 21 anos, atacou com uma espada pessoas que frequentavam a escola Kronan em Trollhättan, Suécia. O criminoso atacou especificamente pessoas de pele escura, se vestia com indumentária nazistas e deixou um bilhete suicida em sua casa, expressando sua ideologia extremista. Ele matou um assistente de ensino e um aluno, esfaqueou outro aluno e um professor, que faleceu no hospital seis semanas após o atentado. O próprio terrorista havia escrito em seu bilhete suicida que não esperava sobreviver ao confronto com a polícia, e ele de fato morreu mais tarde, por causa dos ferimentos à bala que recebeu durante sua prisão.
Em 2017, marchas da extrema-direita na cidade de Gotemburgo renderam a prisão de dezenas de pessoas, e naquele mesmo ano atentados à bomba contra centros de imigrantes refugiados e livrarias esquerdistas, foram perpetrados por neonazistas da cidade, ferindo gravemente um homem, porém falhando em causar vitimas fatais. Ataques à mesquitas e sinagogas ocorrem com relativa regularidade em Gotemburgo, mas também suscitam movimentos de apoio e defesa da diversidade e liberdade religiosa.